# Anton Sturm (Bildhauer)
Anton Sturm (* 30. Mai 1690 in Faggen, Pfarrei Prutz in Tirol; † 25. Oktober 1757 in Füssen) war ein süddeutscher Bildhauer des Barock und Rokoko. Seine wichtigsten Arbeiten befinden sich vor allem im Allgäu und im angrenzenden Oberbayern, aber auch in Oberschwaben, im Tiroler Außerfern und in einigen Museen. 

## Leben

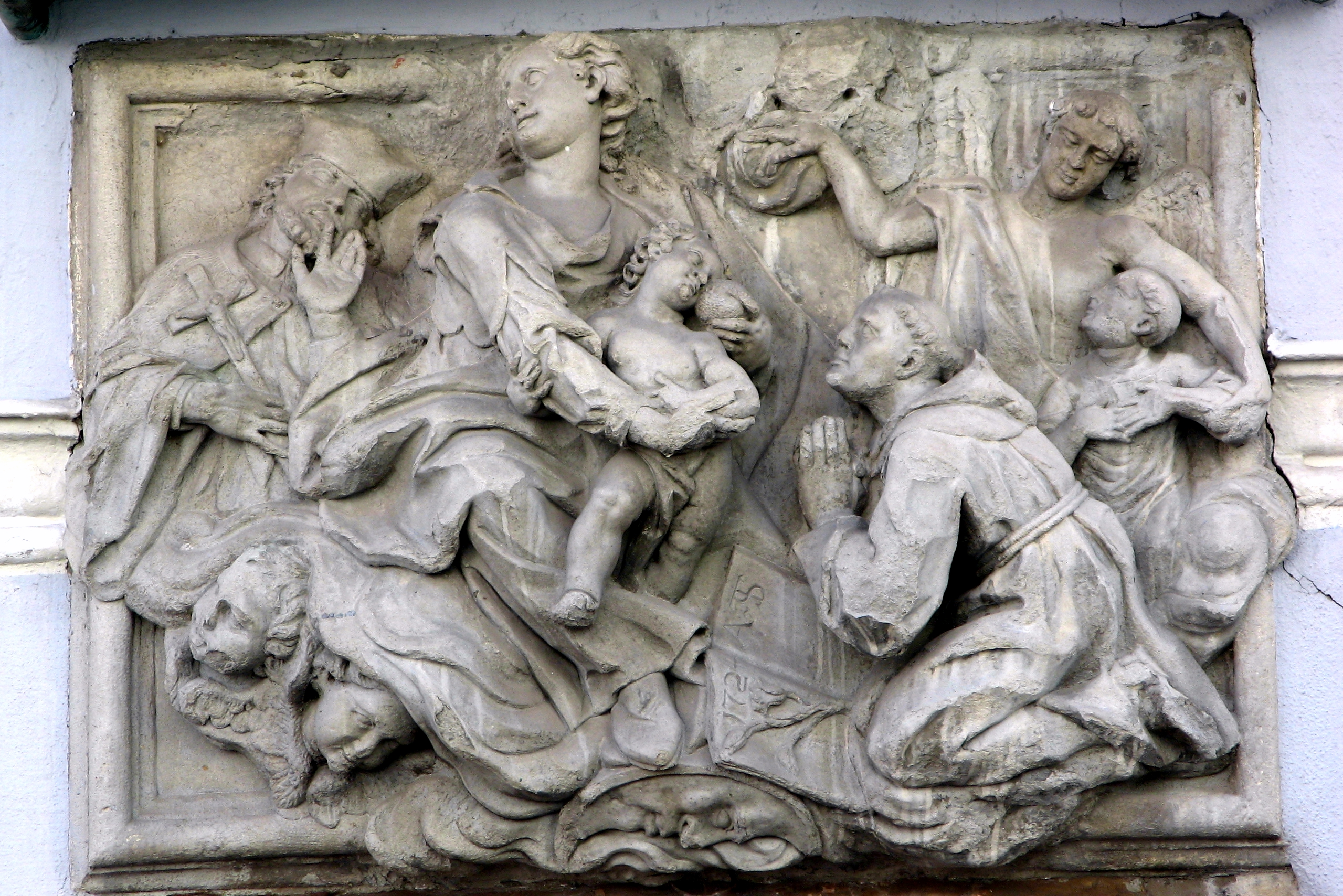
Sandsteinrelief am Sturmhaus in Füssen

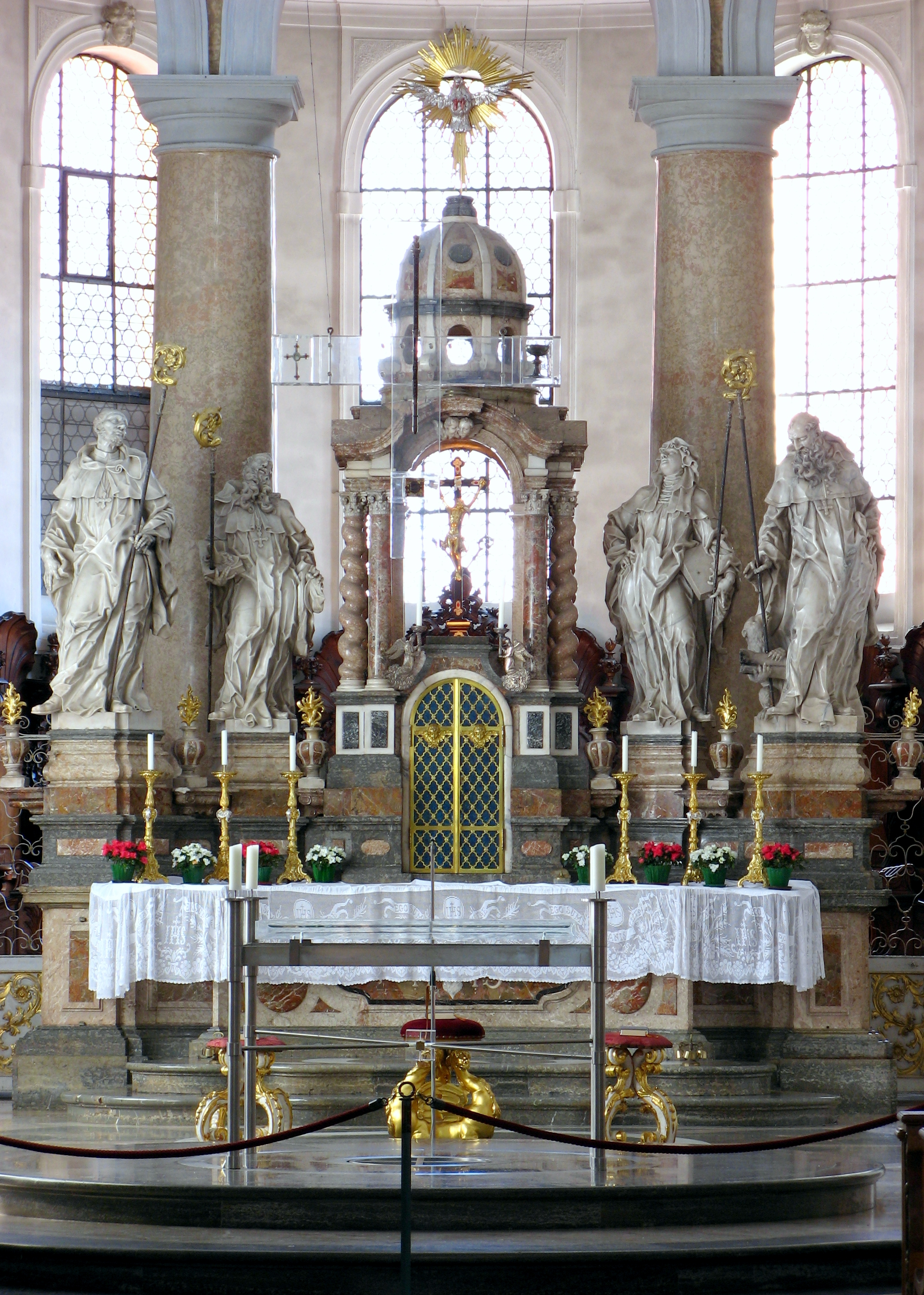
Plastiken am Hochaltar in der St.-Mang-Kirche in Füssen

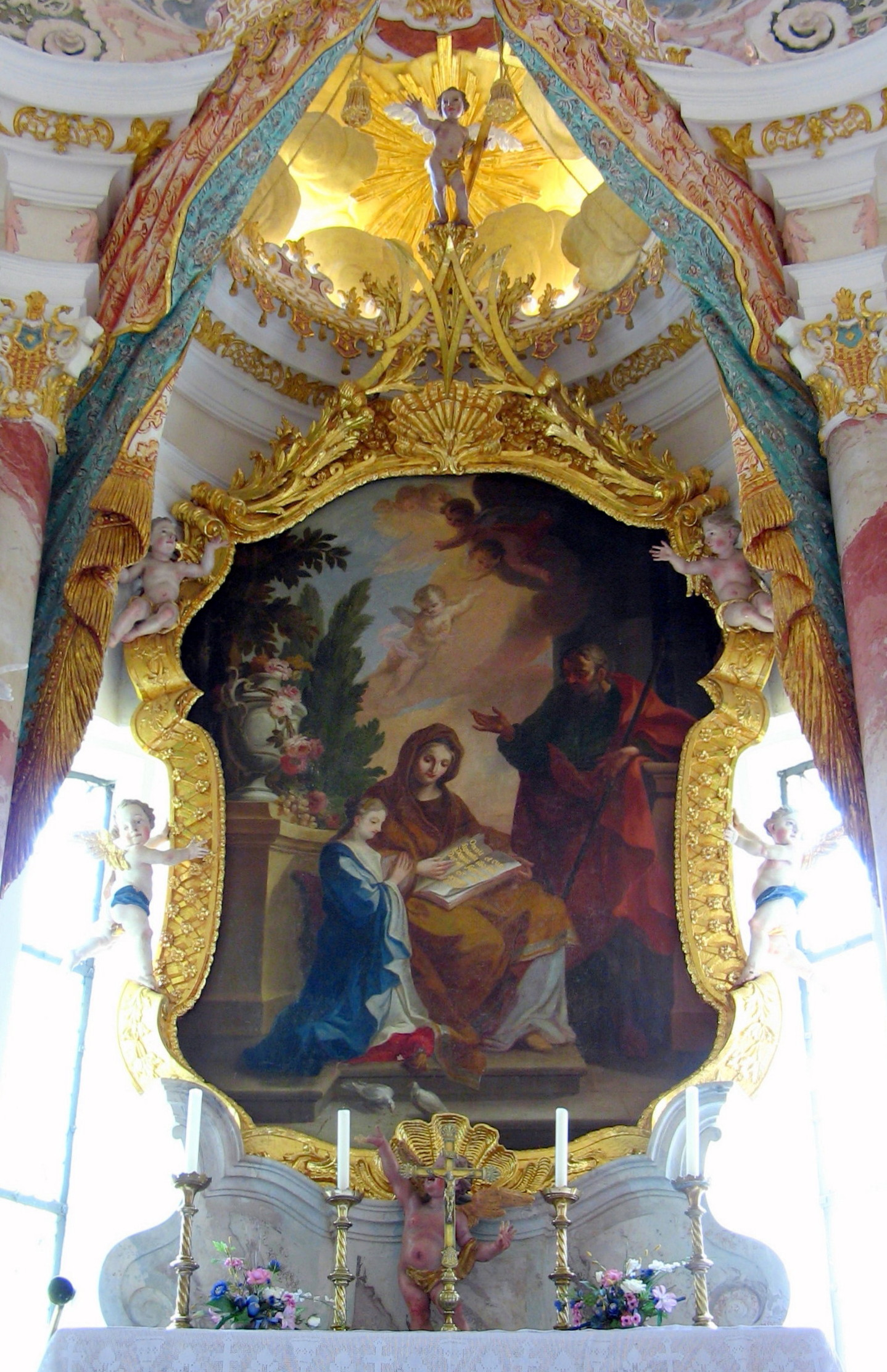
Bildrahmen und Putten in der Annakapelle in Buxheim

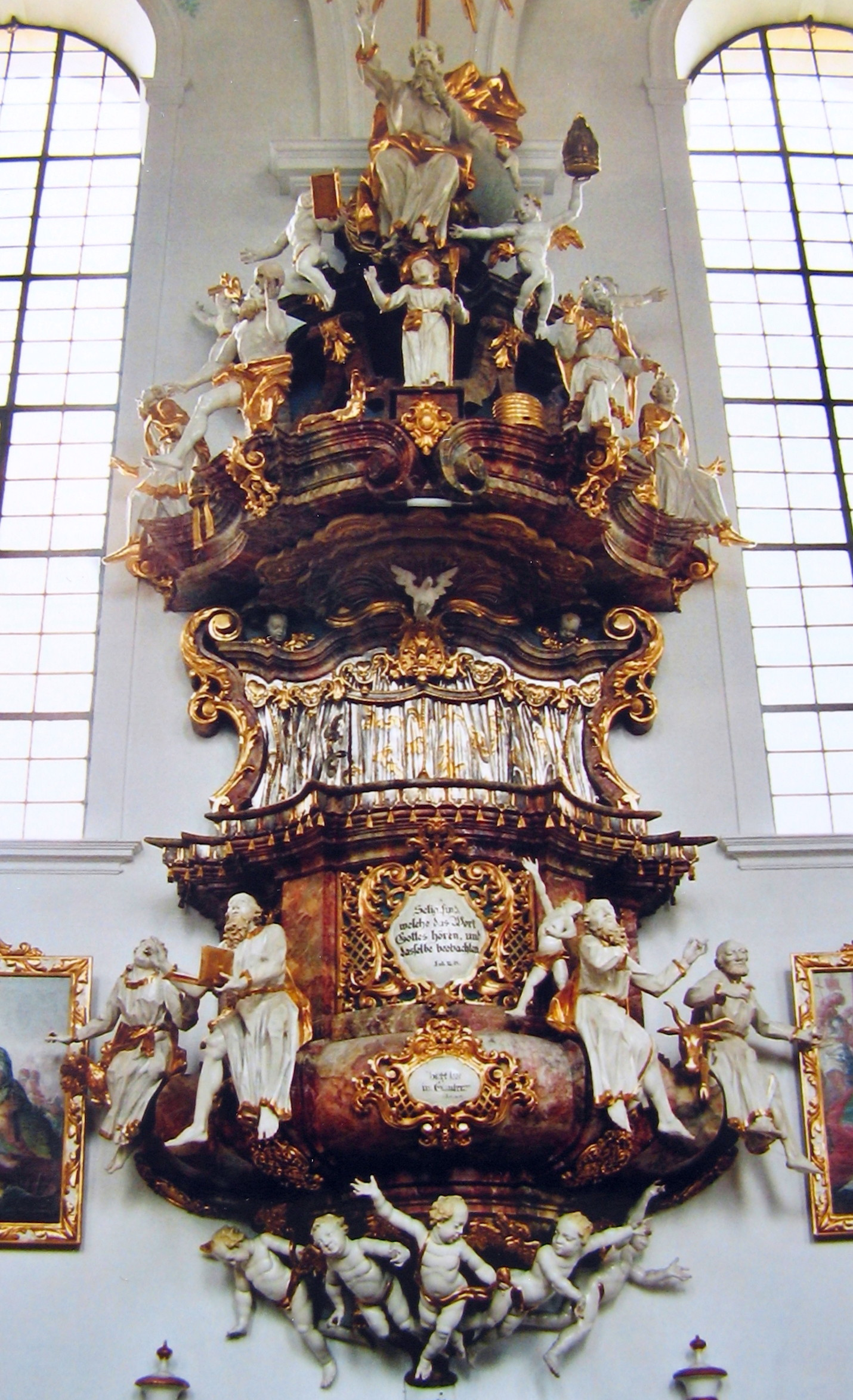
Kanzel in der Pfarrkirche Bernbeuren

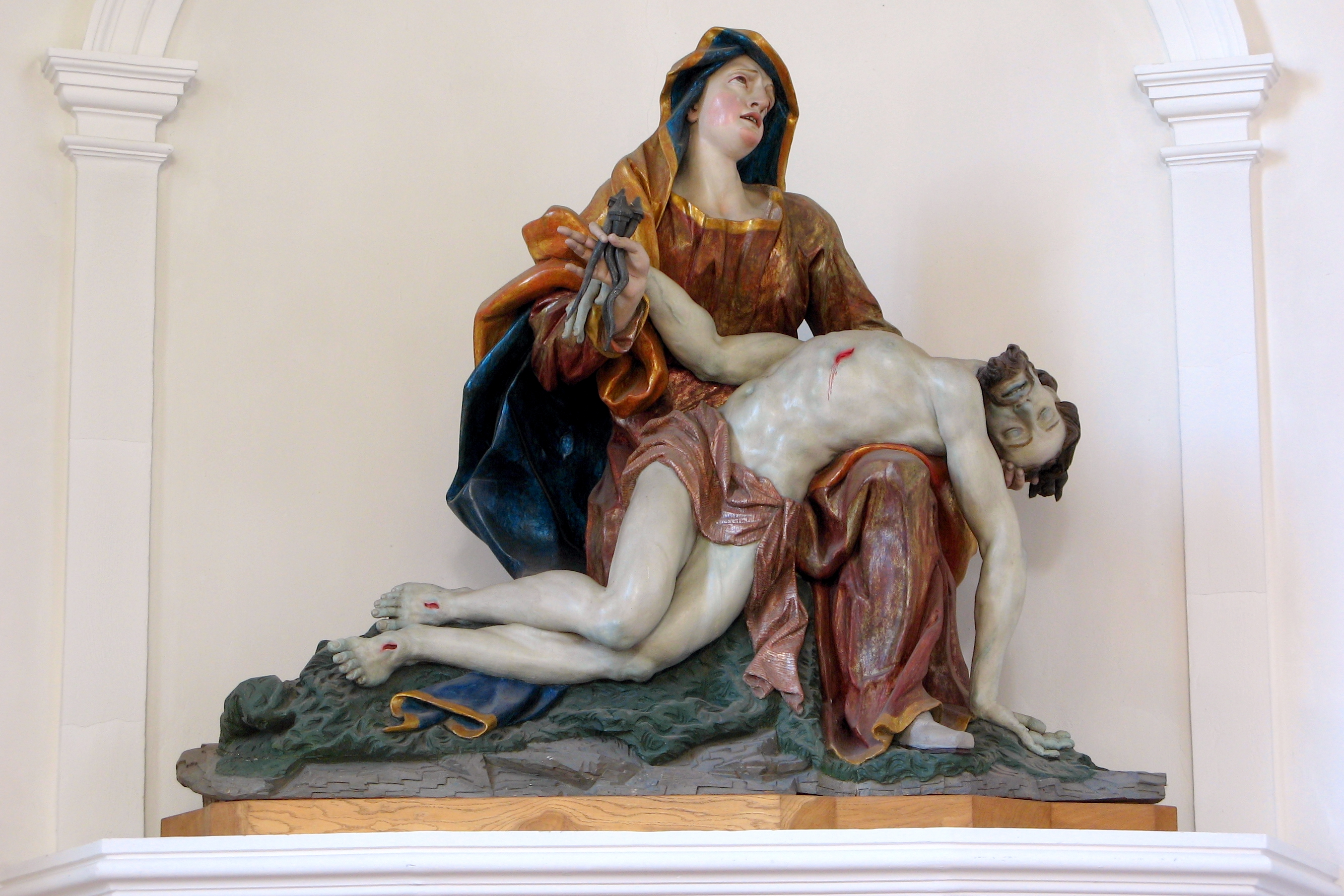
Pietá in der Totenkapelle in Breitenwang

Anton Sturm stammte aus dem Tiroler Oberinntal. Am 30. Mai 1690 wurde er dort in dem zur Pfarrei Prutz gehörigen Weiler Faggen geboren. Seine Lehre zum Bildhauer absolvierte er bei Johann Paul Tschiderer, einem Tiroler Landsmann, der sich im schwäbischen Donauwörth niedergelassen hatte. Die Lehrzeit – vom 11. November 1705 bis 16. Dezember 1709 – ist archivalisch bezeugt. Über die Gesellenjahre danach gibt es keinerlei Nachrichten. In Füssen, seinem späteren Wohn- und Sterbeort, erscheint „Herr Antoni Bildthauer“ erstmals in der Kanzelabrechnung von 1719 namentlich in den (unvollständig erhaltenen) Abteirechnungen von Sankt Mang. Mit Sicherheit war er aber auch schon zuvor für das Kloster und die Ausstattung von dessen Neubauten tätig.
Am 9. Juni 1721 heiratete Anton Sturm in Füssen die aus Boos bei Memmingen stammende Maria Fellner. Neun Tage nach seiner Hochzeit kaufte er ein Haus (heutige Brunnengasse 18) und richtete dort seine Werkstatt ein. Aus Sturms Ehe mit seiner Frau Maria gingen von 1722 bis 1729 drei Mädchen und drei Buben hervor. Sturm bildete eine ganze Reihe von Lehrlingen aus, darunter auch seinen Sohn Franz Joseph. Auch beschäftigte er regelmäßig Gesellen, deren Namen vereinzelt überliefert sind. Als Bildhauer erlangte Sturm höchstes Ansehen; bürgerliche Ehrenämter in Füssen blieben ihm aber versagt.
Im Alter von 67 Jahren starb Anton Sturm. Seine Frau Maria überlebte ihn um ein Jahr. Die über lange Zeit so erfolgreiche Bildhauerwerkstatt wurde allem Anschein nach nicht weitergeführt.

## Werk
Die ersten großen Aufträge erhielt Anton Sturm zur Ausstattung des Neubaues der Kirche des Füssener Klosters Sankt Mang. Für die Magnuskapelle schuf er vor 1717 vier lebensgroße Heiligenfiguren (Benedikt, Scholastika, Columban und Gallus) aus weißem Laaser Marmor. Zwischen 1721 und 1722 folgten für den Hochaltar vier weitere marmorne Monumentalfiguren. Mit der Sitzfigur des Hl. Magnus vollendete Sturm 1725 die Ausstattung der Magnuskapelle. Von 1724 bis 1727 lieferte Anton Sturm für den Kaisersaal der oberschwäbischen Benediktinerabtei Ottobeuren 16 überlebensgroße Standbilder von Kaisern aus dem Hause Habsburg. Dieser Auftrag darf als der bedeutendste gelten, der ihm überhaupt erteilt wurde.
Dass die Auftragslage jedoch nicht immer so gut war, zeigt ein Beschwerdebrief, den Sturm 1745 an den Augsburger Fürstbischof richtete. Mit diesem Schreiben versuchte Sturm, den Auftrag für den Hochaltar in der Marktoberdorfer Pfarrkirche an sich zu ziehen, obwohl dieser bereits an den Pfrontener Bildhauer Joseph Stapf vergeben war. Dazu muss allerdings angemerkt werden, dass Anton Sturm – und dies zu Recht – als sehr teuer galt.
Jedenfalls beherrschte der „Burger und Steinhauer von Füeßen“ mit seinem „künstlichen Meisel“ ebenso virtuos die Bearbeitung von hartem Stein wie mit seinen Schnitzmessern die des weichen Holzes. Immer wieder erwähnte Kennzeichen seiner Figuren sind der ausgeprägte Hüftknick und ein typischer „Rollbart“. Sturm entwarf auch Altäre und übernahm als Unternehmer deren gesamte Ausführung. Seine künstlerische Spannweite reicht vom volksnahen Heiligen der Landkirchen bis zur Eleganz seiner Plastiken für die großen Abteikirchen, zuletzt den vier Kirchenvätern, die er 1753/56 für die Wallfahrtskirche Wies ausführte.

## Werkverzeichnis
Die überaus große Zahl der bislang bekannten Arbeiten von Anton Sturm erfordert eine Beschränkung auf besonders markante und wichtige Werke. Unterschieden wird zwischen archivalisch belegten Arbeiten (A) und Zuschreibungen (Z). In einigen Fällen trifft beides zu oder ist zweifelhaft, was gilt. Sie sind mit (A/Z) bzw. (A/Z?) gekennzeichnet.
- 1713/1714: Augsburg, Dom, Wolfgangkapelle am Ostchor: Figuren der Justitia und Fortitudo am Epitaph des Fürstbischofs Christoph von Freiberg, Marmor (Z)
- 1715/1717: Füssen, Stadtpfarrkirche St. Mang, Magnuskapelle: 4 Nischenfiguren, Laaser Marmor (Z)
- 1716: Füssen, Reichenstraße 22 (ehem. Wohnhaus von Johann Georg Fischer): Maria Immakulata als Hausmadonna, Stein (Z)
- 1716/1717: Füssen, Stadtpfarrkirche St. Mang, Wandpfeiler: 10 ovale Medaillons, Marmor (Z)
- 1719: Füssen, Stadtpfarrkirche St. Mang, Kanzel: Bildhauerarbeiten, insbesondere 10 Putten, Holz (A)
- 1720/1721: Schwangau-Waltenhofen, Pfarrkirche St. Maria und Florian: Hochaltar- und Kanzelfiguren, Holz (A)
- Um 1720: Frankfurt am Main, Liebieghaus, Skulpturensammlung: Mariä Himmelfahrt, Marmor (Z)
- Um 1720: Stadtpfarrkirche Vils, Figuren der Heiligen Ulrich und Antonius
- Um 1720/1725 (?): Stadtmuseum Meißen: Figurengruppe (Kleinplastik) „Tod des hl. Benedikt“, Holz (Z)
- 1721/1722: Füssen, Stadtpfarrkirche St. Mang: Hochaltarplastiken, Laaser Marmor (A/Z)
- 1722: Ottobeuren, Benediktinerabtei, Flurvorplatz des Refektoriums: Figurengruppe, Holz (A)
- 1724: Füssen, Brunnengasse 18 (Sturm-Haus): Relief, Sandstein (A)
- 1724/1727: Ottobeuren, Benediktinerabtei, Kaisersaal: 16 Kaiserstatuen, Holz (A)
- 1724/1728: Breitenwang (Tirol), Auferstehungskirche: 3 Figurengruppen, Holz (A/Z)
- 1725: Füssen, Stadtpfarrkirche St. Mang, Magnuskapelle: Sitzfigur des Hl. Magnus, Laaser Marmor (A/Z)
- Um 1725: Ottobeuren, Benediktinerabtei, Bibliothek: Freifigur der Athena, Holz (Z)
- 1727: Buxheim, Pfarrkirche Unserer Lieben Frau, St. Peter und Paul: 3 Figuren, Holz (A)
- 1731/1733: Bernbeuren, Pfarrkirche St. Nikolaus: Hochaltarplastik, Holz (A)
- 1732/1733: Marktoberdorf, Pfarrkirche St. Martin: 4 Figuren, 4 Engel, Holz (A)
- 1732/1735: Wängle (Tirol), Pfarrkirche zum hl. Martin: Hl. Simon am Hochaltar, 2 Engel, Kruzifixus, Holz (Z)
- 1732/1736: Burggen, Pfarrkirche St. Stephan: Hochaltar- und Seitenaltarplastik, Einzelfiguren, Holz (A/Z)
- 1733: Ottobeuren, Benediktinerabtei, Refektorium: Kreuzgruppe, Holz (A)
- 1734: Garmisch, Pfarrkirche St. Martin: Hochaltarplastik, Holz (A)
- 1734/1735: Burggen, Wallfahrtskirche St. Anna: Hochaltarplastik und Einzelfiguren, Holz (A)
- 1738: Ehingen-Nasgenstadt, Pfarrkirche St. Peter und Paul: Kerkerchristus, Holz (A)
- 1738 (?): Ochsenhausen, ehem. Klosterkirche St. Georg: Fassadenfiguren und Entwürfe, Stein (A/Z?)
- 1738/1739: Buxheim, ehem. Kartäuserkloster, Liebfrauenkapelle und Annakapelle: Altarplastik, Holz (A)
- 1739/1740: Speyer, Landesarchiv bzw. ehem. Franziskanerinnenkloster St. Klara: 2 Hochaltarentwürfe (Federzeichnungen) und Hochaltar, Holz, nicht erhalten (A)
- 1739/1741: Oberstdorf, Kapelle Maria Loreto: Altar, Holz (A)
- Um 1740: Buxheim, ehem. Kartäuserkloster, Annakapelle: 4 Nischenfiguren, Holz (A/Z)
- Um 1740 (?): Wolfegg, Pfarrkirche St. Katharina: Hl. Sebastian mit Putto, Holz (Z)
- Um 1740/1745: Breitenwang (Tirol), ehem. Turmkapelle oder „Kerker“, jetzt Sakristei: Kerkergruppe, Holz (Z)
- 1741/1742: Altstädten, Pfarrkirche St. Peter und Paul: Hochaltarplastik, Holz (A)
- 1741/1742: Buxheim, ehem. Kartäuserkloster: Brunnen, Stein, nicht erhalten (A)
- 1743/1748: Rottenbuch, ehem. Augustiner-Chorherrenstiftskirche: Grabmal für Propst Patritius Oswald, Marmor (A); Stufen, Antritte und Pflaster, Marmor bzw. Sandstein (A); Taufstein mit Taufgruppe, Marmor bzw. Holz (A)
- 1745/1748: Steingaden, ehemalige Prämonstratenser-Abteikirche, Pfarrkirche St. Johannes d. T. : Kanzel, Gnadenstuhl und Einzelfiguren, Holz (A/Z?)
- 1745/1748: Altstädten, Pfarrkirche St. Peter und Paul: Kanzel und Seitenaltarplastik, Holz (A)
- Um 1750: Füssen, Spitalkirche: Schutzengelgruppe, Holz (Z)
- 1752: Bad Waldsee, Fürstl. Waldburg-Wolfegg-Waldsee’sches Schloss, Schlosshof: Monumentales Standbild mit Maria Immakulata, Marmor (A)
- 1753/1754: Roggenburg, Pfarr- und Prämonstratenserklosterkirche Mariä Himmelfahrt: Hochaltarplastik und Figuren in den Turmkapellen, Holz (Z)
- 1753/1756: Wies, Wallfahrtskirche zum Gegeißelten Heiland: Überlebensgroße Standbilder der vier Kirchenväter und Seitenaltarplastik, Holz (A/Z)

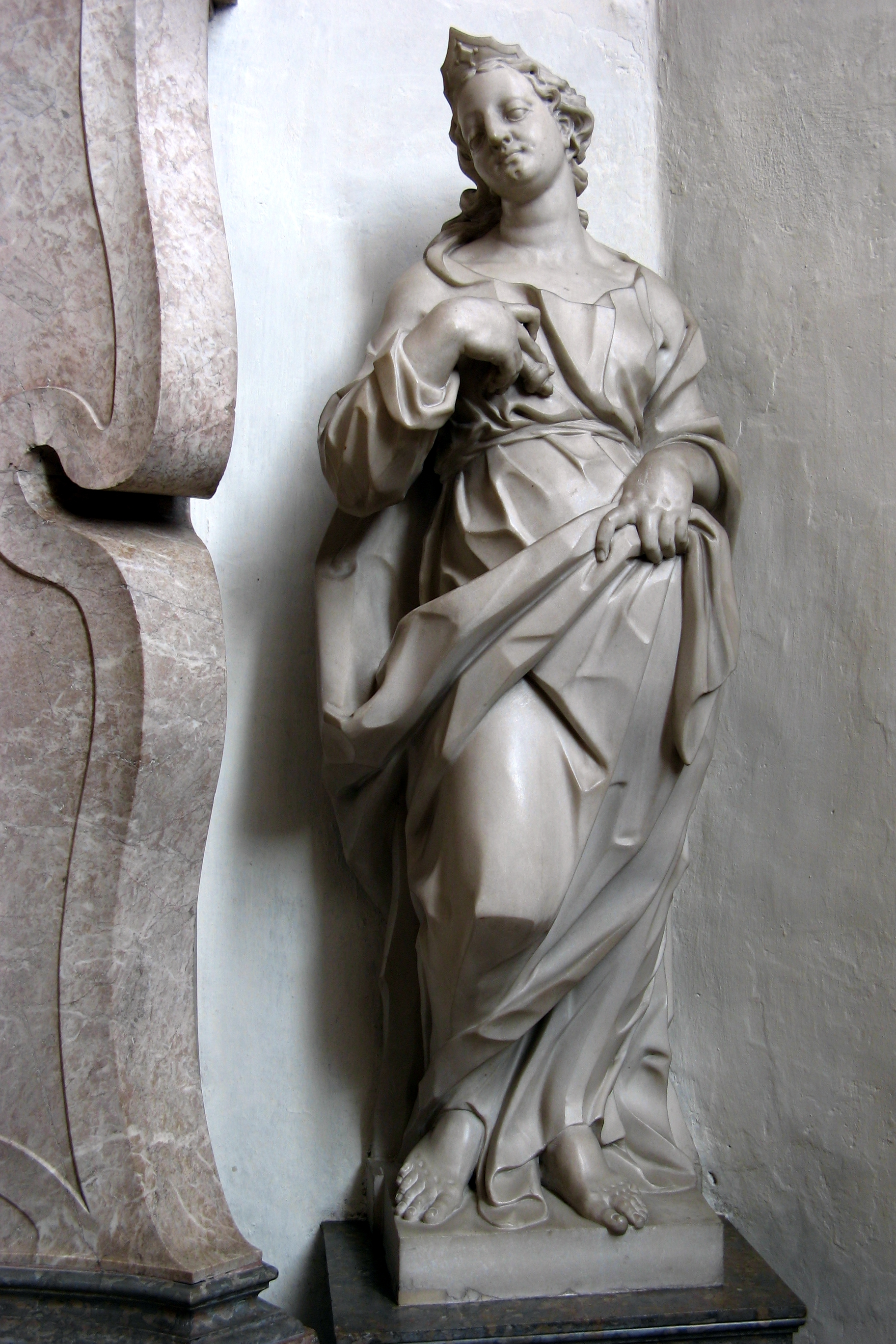
Justitia im Dom zu Augsburg
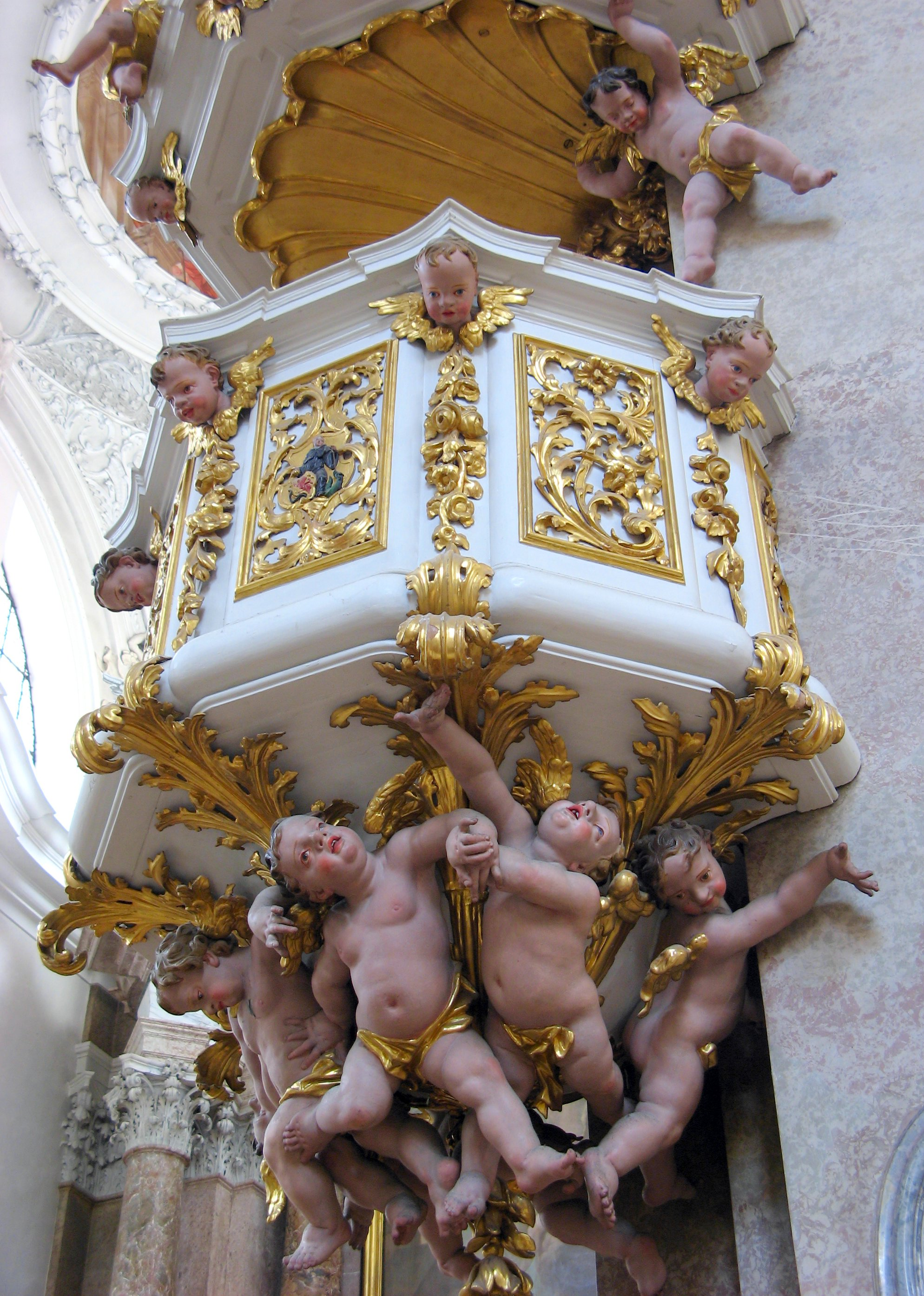
Kanzel in der St.-Mang-Kirche Füssen
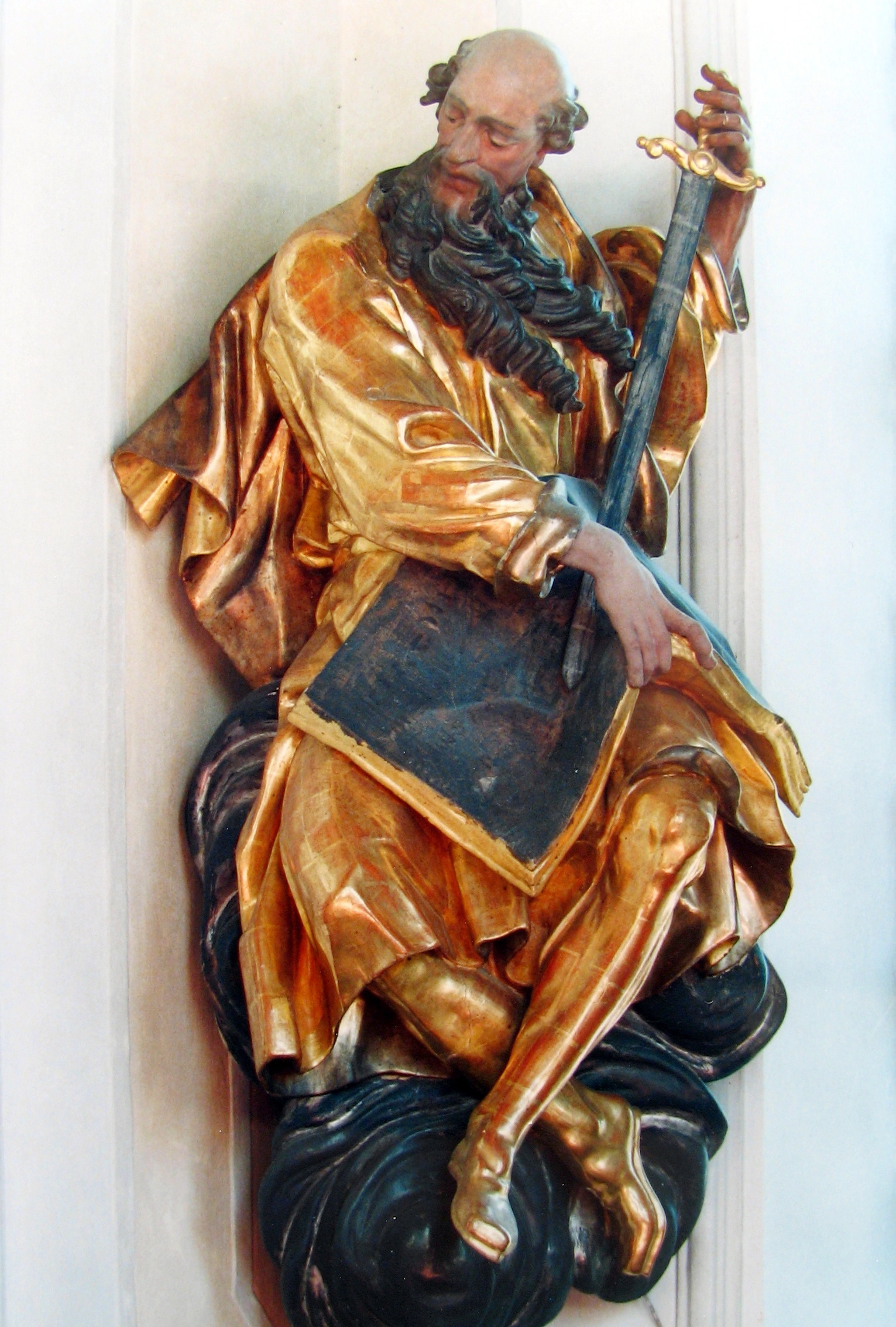
Hl. Paulus in der Pfarrkirche von Altstädten
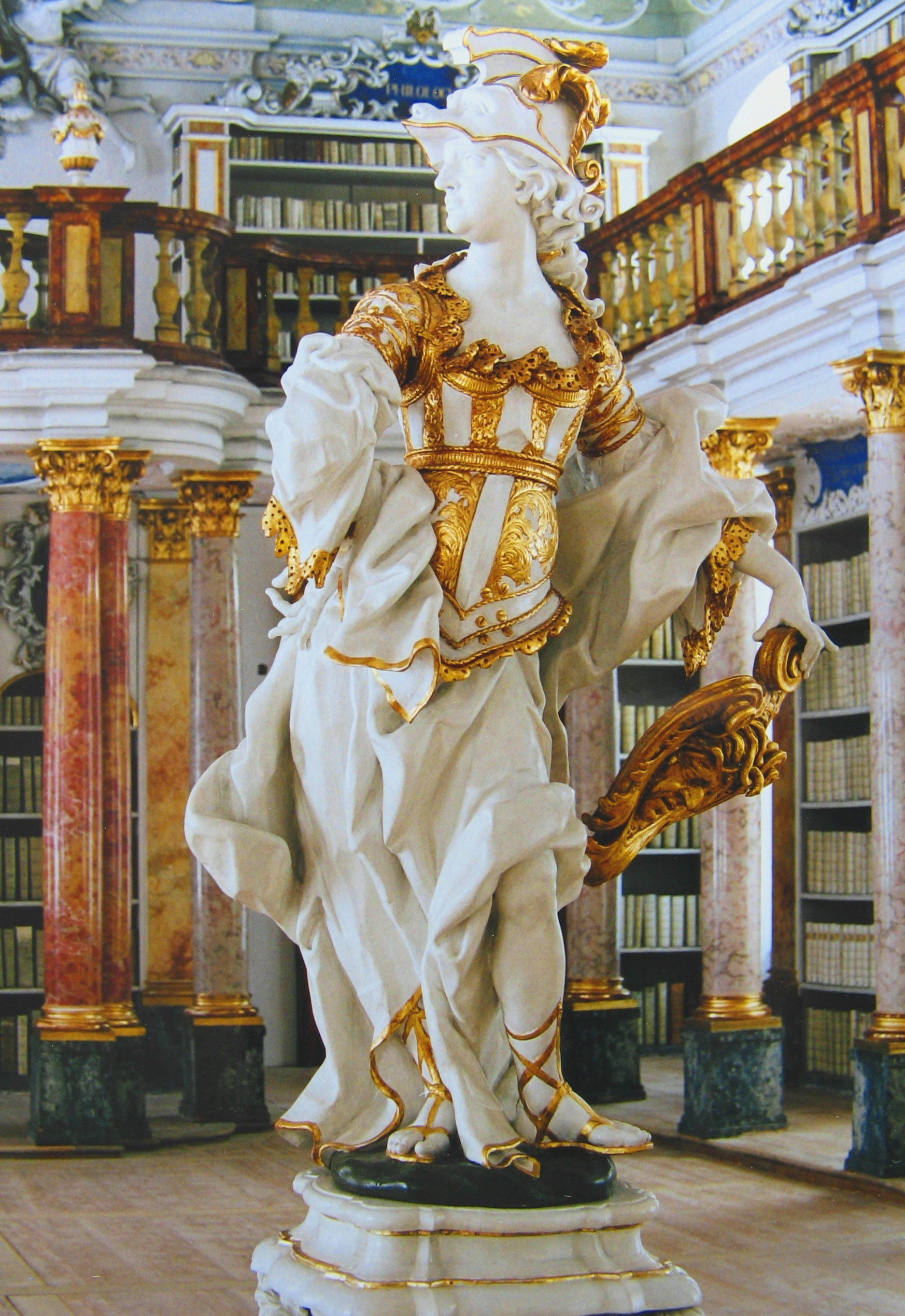
Athena in der Bibliothek des Klosters Ottobeuren
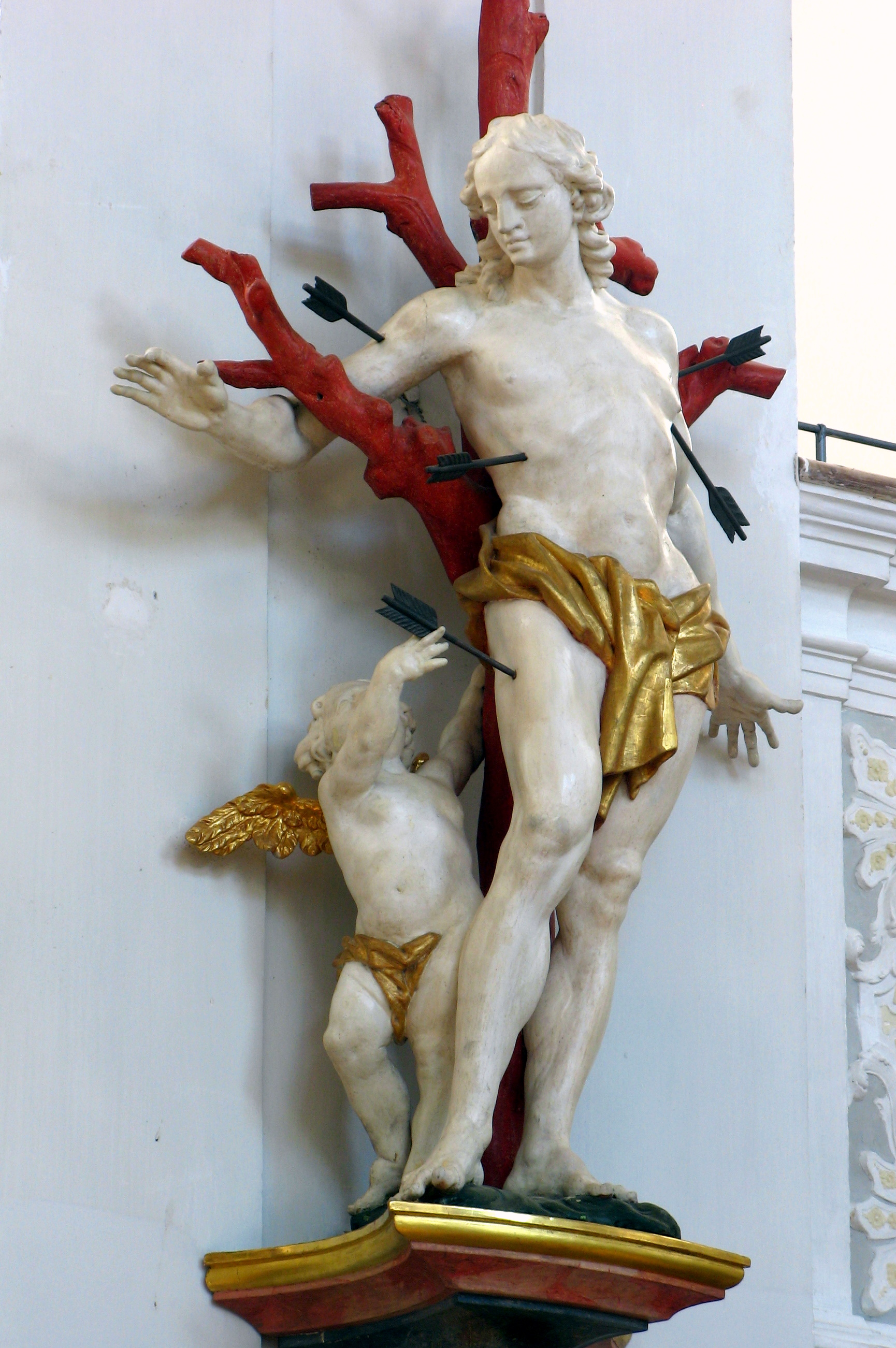
Hl. Sebastian in der Pfarrkirche Wolfegg
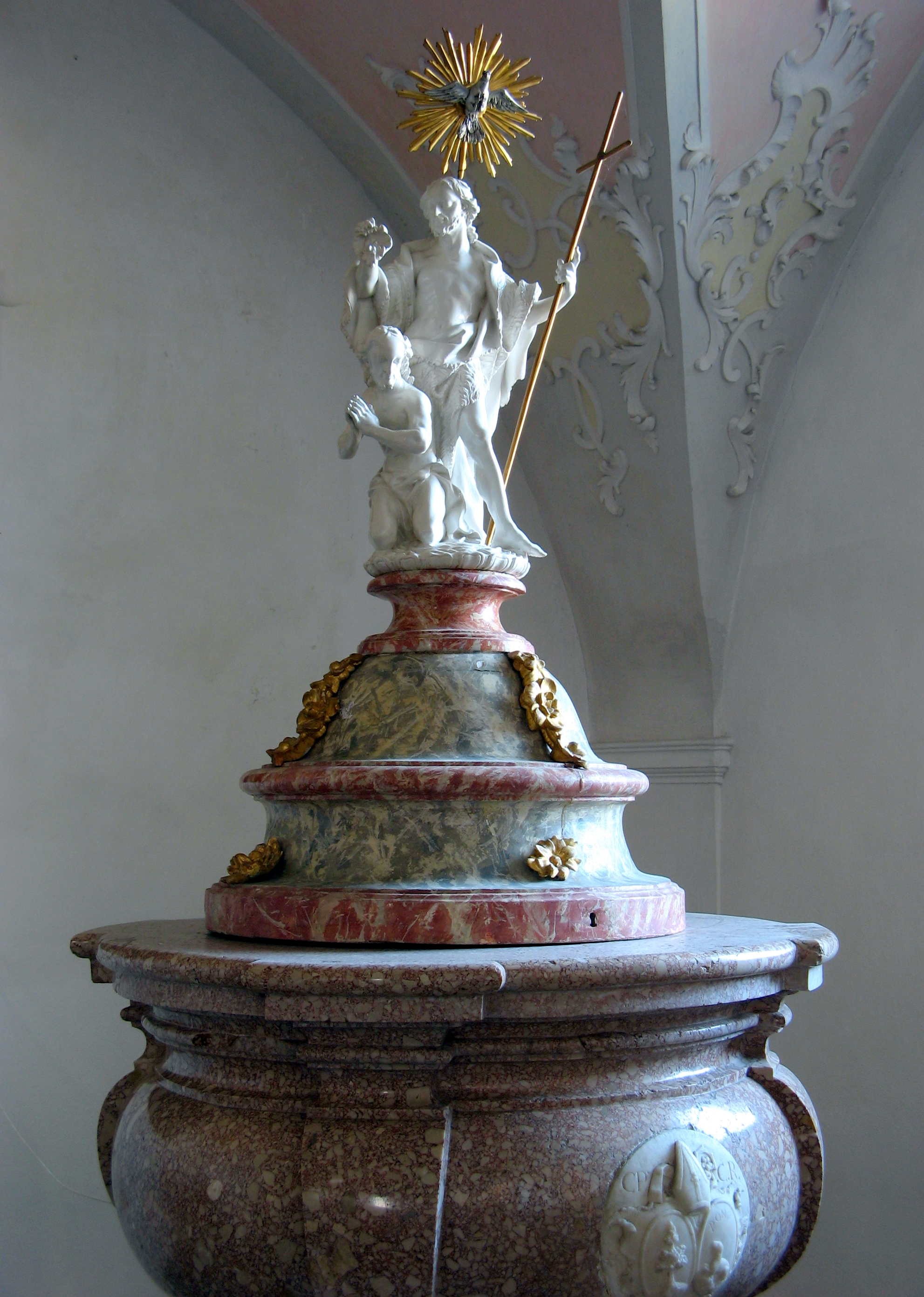
Taufstein in der Pfarrkirche in Rottenbuch
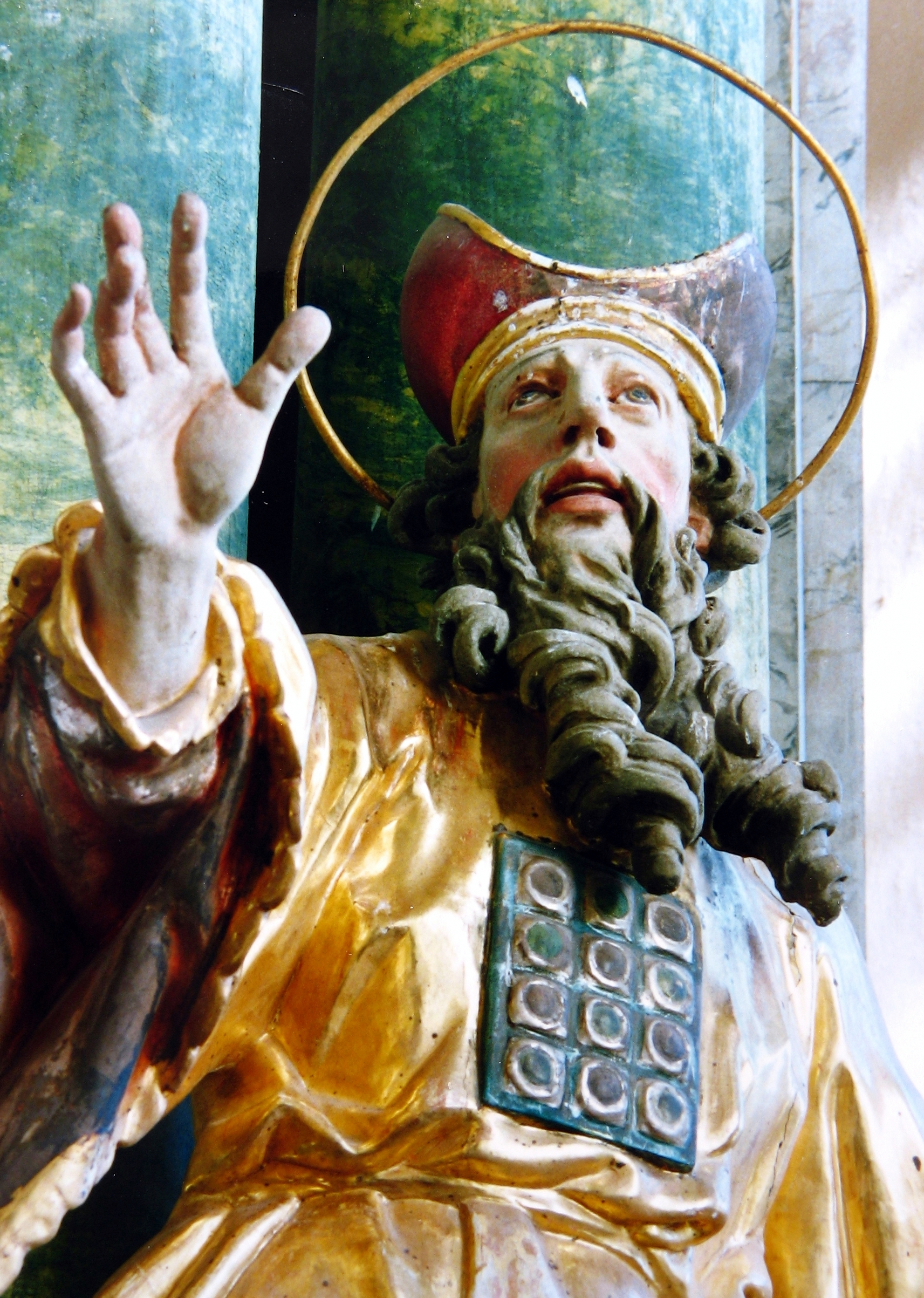
Hl. Zacharias (Detail) in der Wallfahrtskirche Burggen
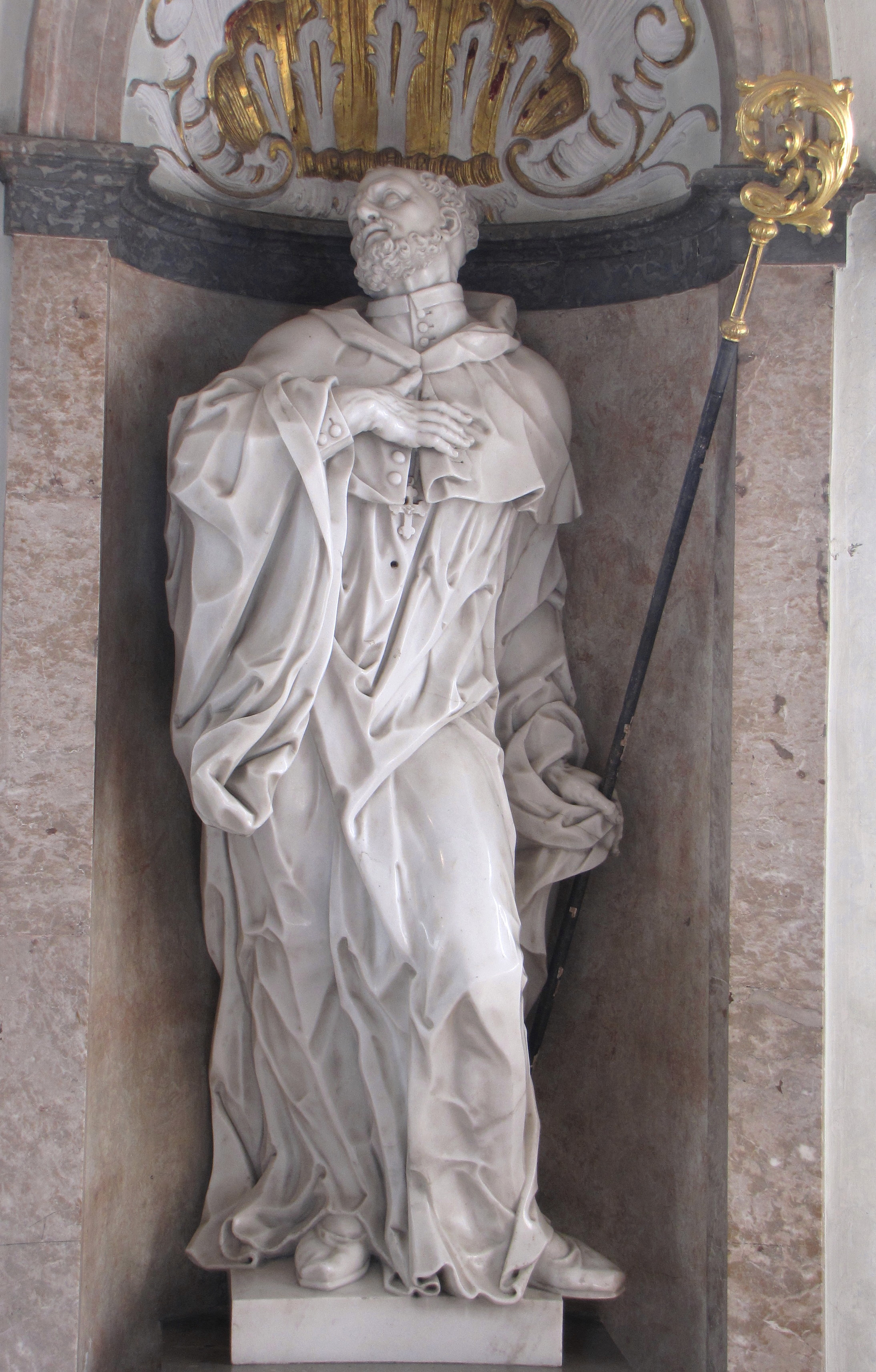
Hl. Kolumban in der Magnuskapelle in Füssen
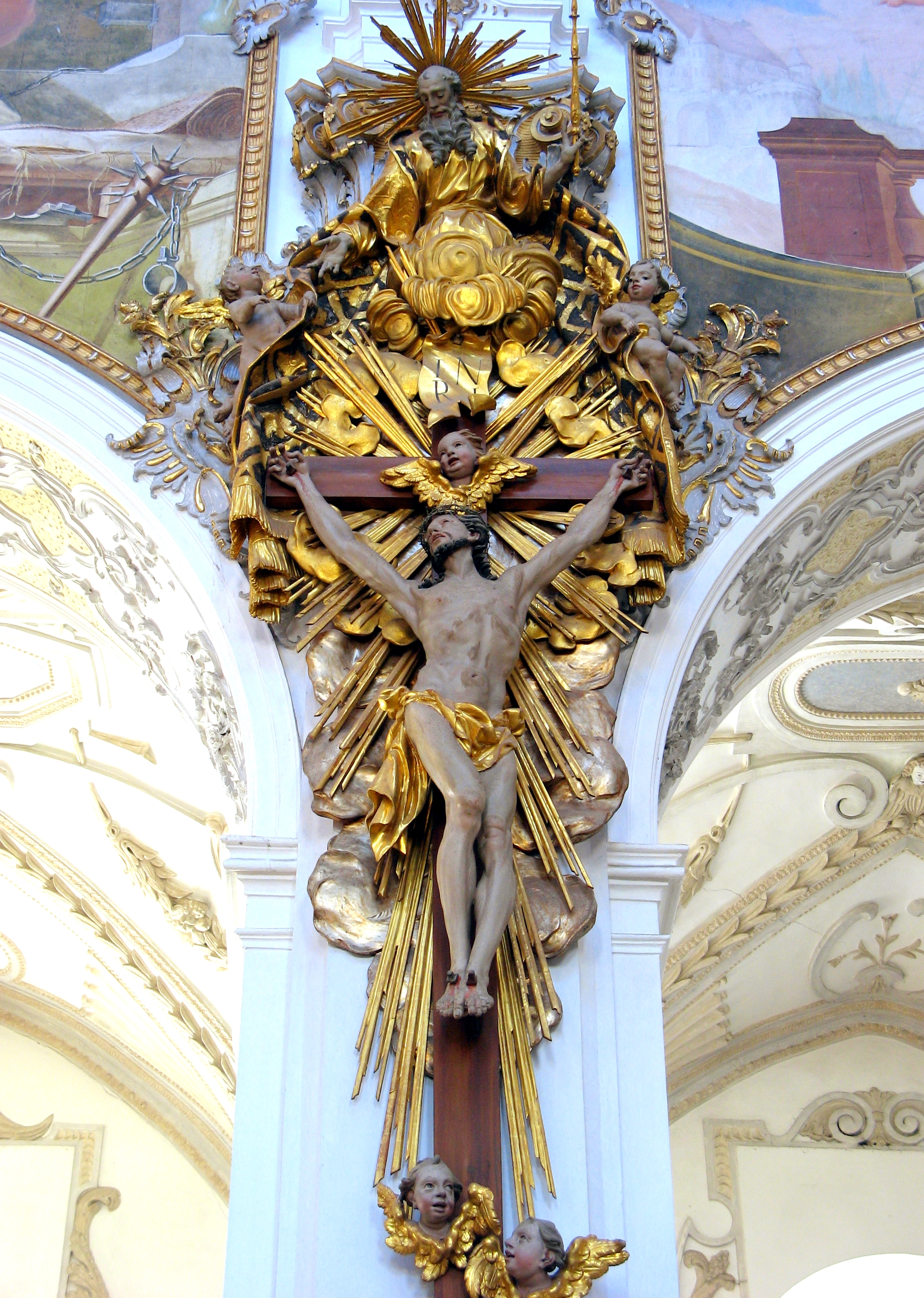
Gnadenstuhl in der Pfarrkirche von Steingaden
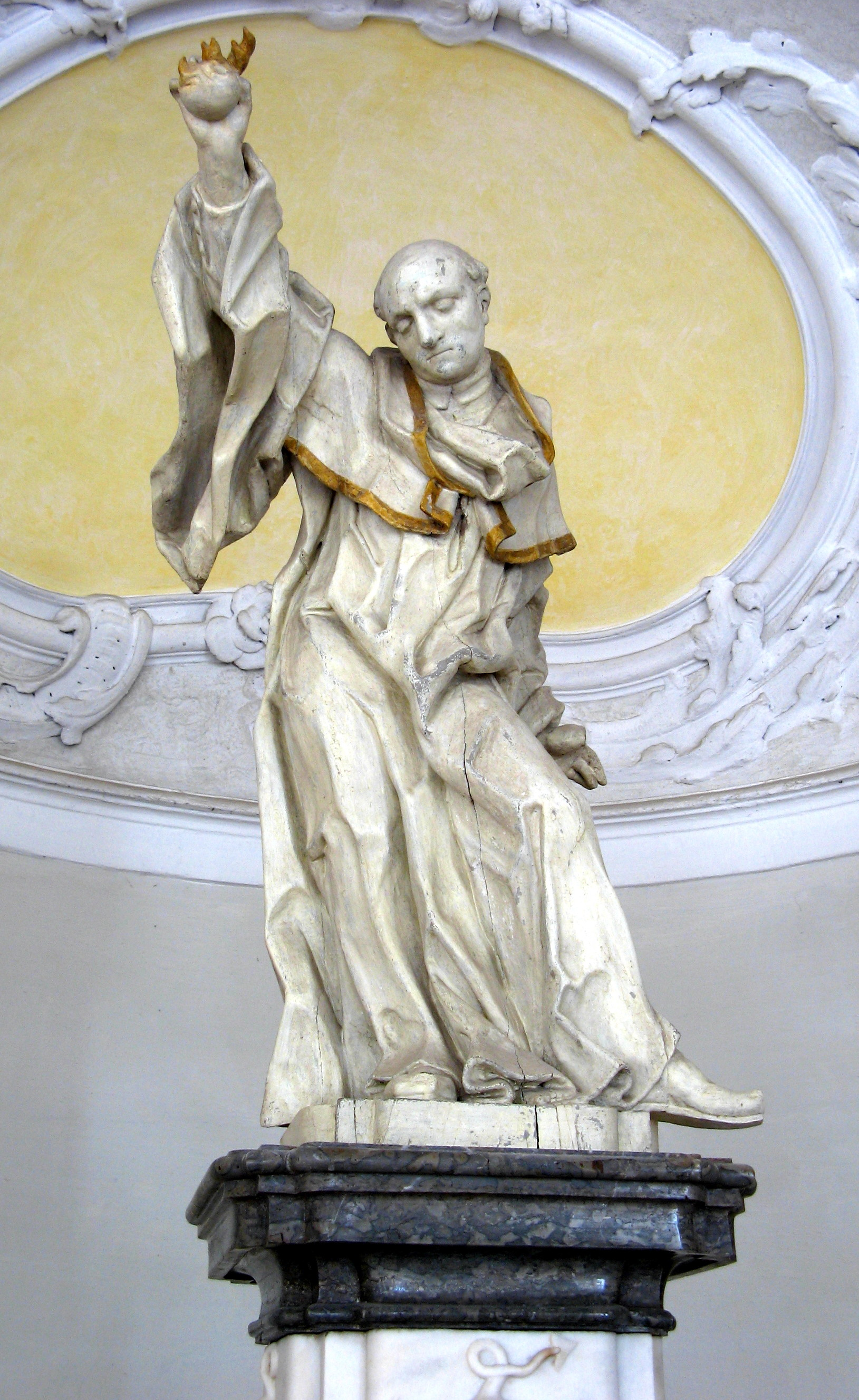
Hl. Magnus im St.-Mang-Kloster in Füssen
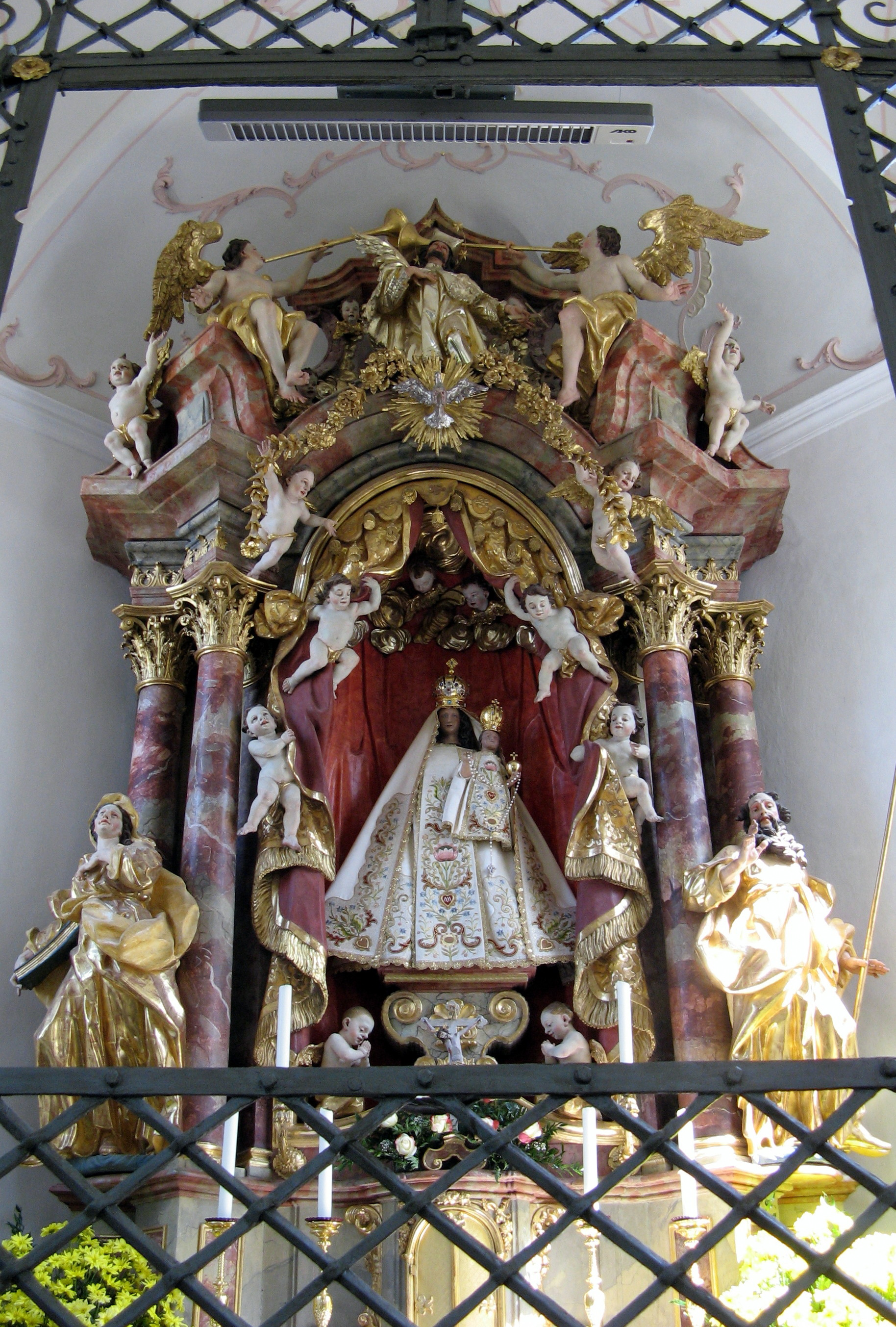
Altar in der Loretokapelle bei Oberstdorf
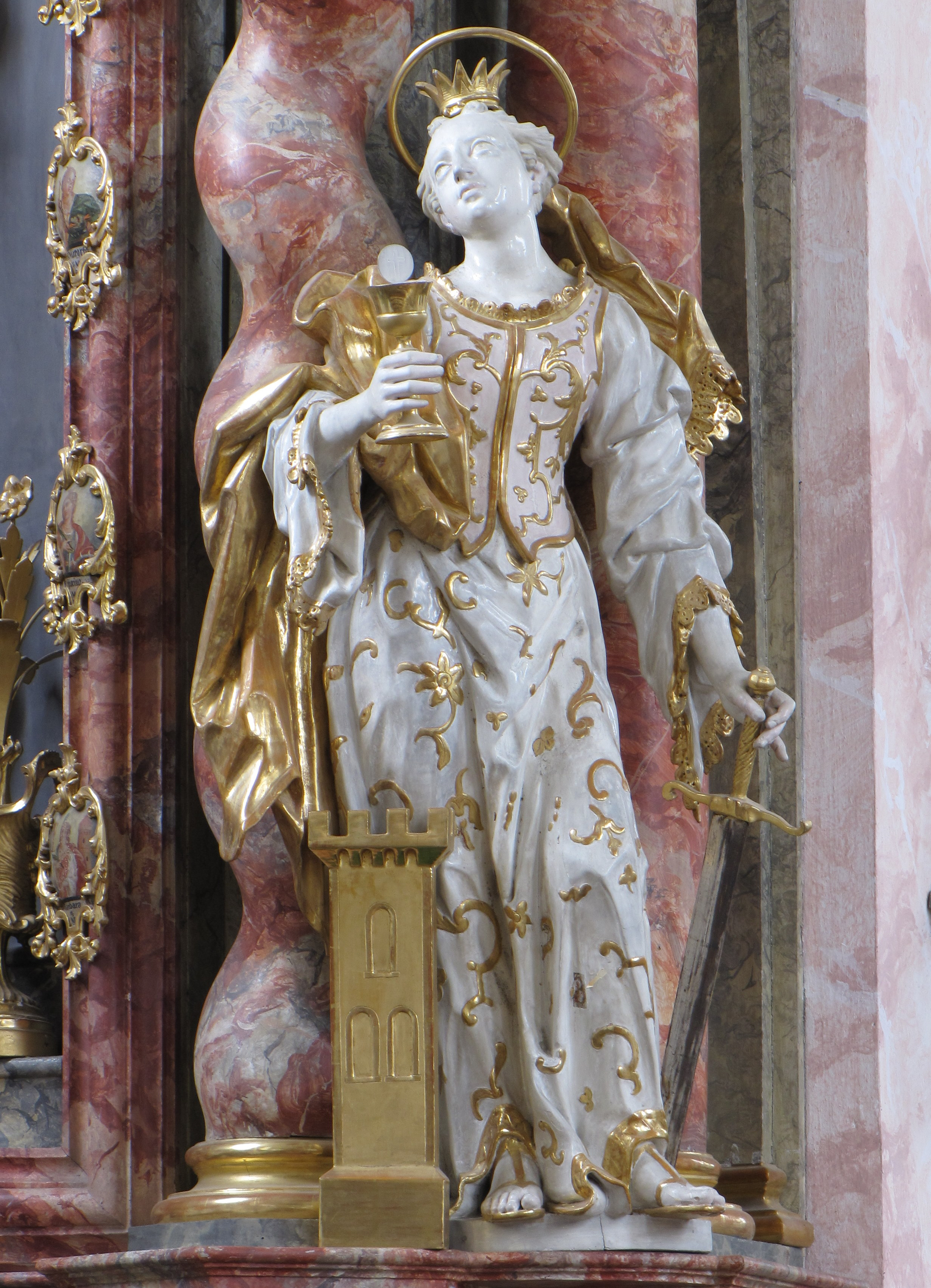
Hl. Barbara am Seitenaltar in der Pfarrkirche von Bernbeuren

## Trivia
Die Hauptschule Füssen wurde anlässlich des 25-jährigen Jubiläums im Schuljahr 1994/95 in Anton-Sturm-Volksschule (Hauptschule) umbenannt; im September 2010 wurde ihr die Bezeichnung Anton-Sturm-Mittelschule verliehen.